# 在港日本人
在港日本人，是指香港境內居留的日本人，截至2017年，日本駐香港總領事館領事轄區內的在港日本人約為22,877人，佔全港總人口0.3% 。與美國、英國和加拿大僑民相比，他們的人數較少。香港也是日本遊客前往中國大陸的中途站。在港日本人多數是商人和他們的家人，也有少數是單身的日本女性。
根據2021年香港人口普查，有10,291名日本人生活在香港，大多聚居於東區以及九龍城區 ，例如太古城和紅磡。

## 起源歷史
日本人出現在香港是在江戶時代後期，當時禁止日本人離開日本的鎖國政策結束，日本，香港和上海之間開始了常規輪船服務；日本商人和唐行小姐慢慢開始在海外定居。到1880年，有26名日本籍男子和60名日本籍女子被記錄為在香港居住；到1912年明治時代結束時總人口將達到200人。許多這些早期移民是被稱為唐行小姐，來自長崎縣一帶。
到1885年，日本領事從英國殖民當局獲得了某種程度的非正式合作，以抑制日本人參與賣淫：獲得賣淫許可證的日本婦女人數將限制在52名，其他申請牌照會轉介他的辦公室，他會安排她們遣返日本，或將他們限制在灣仔的處所。然而，日本領事館與當地日本僑民社區在努力壓制賣淫方面幾乎沒有合作，從事酒店業的日本商人依賴於來自日本妓女帶來的利潤。

## 1931年反日騷亂
1931年发生九一八事變之後，日本人和香港華裔居民之間的緊張關係開始增長。在1931年9月20日，香港中文新聞界刊登了首次入侵的報告，嚴厲譴責，並呼籲中國人「站起來，採取行動」。南京國民黨政府宣布1931年9月23日為國恥日。那天晚上，一些香港青年開始在日本擁有的酒吧裡扔石頭，當時許多日本人居住在灣仔莊士敦道，第二天，在堅尼地城日本學校的日章旗被燒，對日本個人的攻擊持續到25日。

## 日本佔領下
在接下來的十年中，日本人口增長不大，雖然日本學校繼續在灣仔和堅尼地城運作。日本宣布對大英帝國的戰爭和香港的戰役開始時，日本人口已經下降，雖日本移民經常跟隨帝國日本軍隊，但1941-1945年日本對香港的佔領並沒有伴隨著日本平民的湧入，除了少數官僚和管理者。而當地日本人的現有機構是則因為軍方自己的目的而被徵用。

## 戰後
隨著日本經濟從第二次世界大戰的破壞中恢復並開始繁榮，日本在海外的投資增長，導致在港日本人人口增加。香港日本人學校是一所面向日本學生的國際學校，成立於1960年代，還有一份週報《香港邮报》，於1987年6月開始出版。在1981年至1999年期間，香港的日本人口從7,802人增加到23,480人，增長近三倍，使日本社區的規模與倫敦和紐約等城市相似；根據這一增長幅度，日本公司的數量也迅速增長起來，從1988年到1994年幾乎翻了一番，從1,088個增加到2,197個。
1978年，中国大陆开始实行的改革開放政策，加上香港在1997年回歸中國的主權，促進了與大陸的經濟一體化，按照這種趨勢，許多日本管理的公司把業務轉到深圳和廣州。这导致在香港的日本人口從1999年的达到高峰之后开始下降。香港政府統計處在2001年只錄得14,100名日本人，減幅達33%。然而之後开始回升；2004年，日本駐香港總領事館估計有25,600名在香港居住的日本人。具體有多少日本國民（或持有日本居留權的人）在香港定居，來自日本方面的統計數據無法跟香港的統計數據對上：根據居港6年的日籍網民Genna的比對，2021年歸日本外務省香港總領事館管理的日本人有24097人，而同年香港統計署的人口統計數據卻指只有10291位日本人在香港。現時日本人在香港大多數居住於太古城、西灣河和紅磡一帶。

## 對整合的態度
日本人社群在國外被描述為「外國的日本村莊...其居民最重要的關注維持與東京的文化，經濟和政治關係」，雖然大部分來港的日本人繼續是商人及其家人，但在1990年代期間，日本單身女子的“繁榮”，逃離了以男性為本的日本家庭和工作場所環境。不像以前的移民，現在許多這些女性去香港和其他亞洲城市，以努力進一步發展她們的職業生涯。值得注意的是，在一項調查中，在這段期間來港的單身或離婚女性中，有三分之一報告了之前的留學經歷。不僅單身女性更願意移民，而且香港的日本公司比日本更願意僱用女性，部分原因是僱用男性工作人員的費用，這通常包括兒童教育津貼和其他這種在外工作人員的好處。
在港日本人多數說日语，其他口語則以英语為主，亦有部分學習粤语或普通话。

## 教育
香港日本人學校是一所國際日本學校，為香港的日本人口提供服務。而香港日本人補習授業校則為香港的日本兒童提供補充課程。